# Koloseum

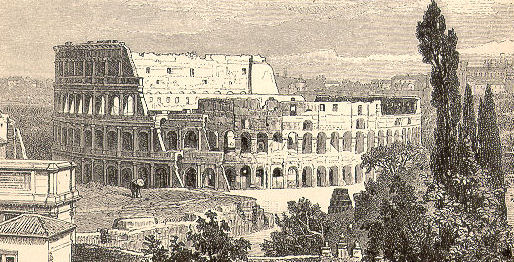
Koloseum w 1891 r. (grafika)

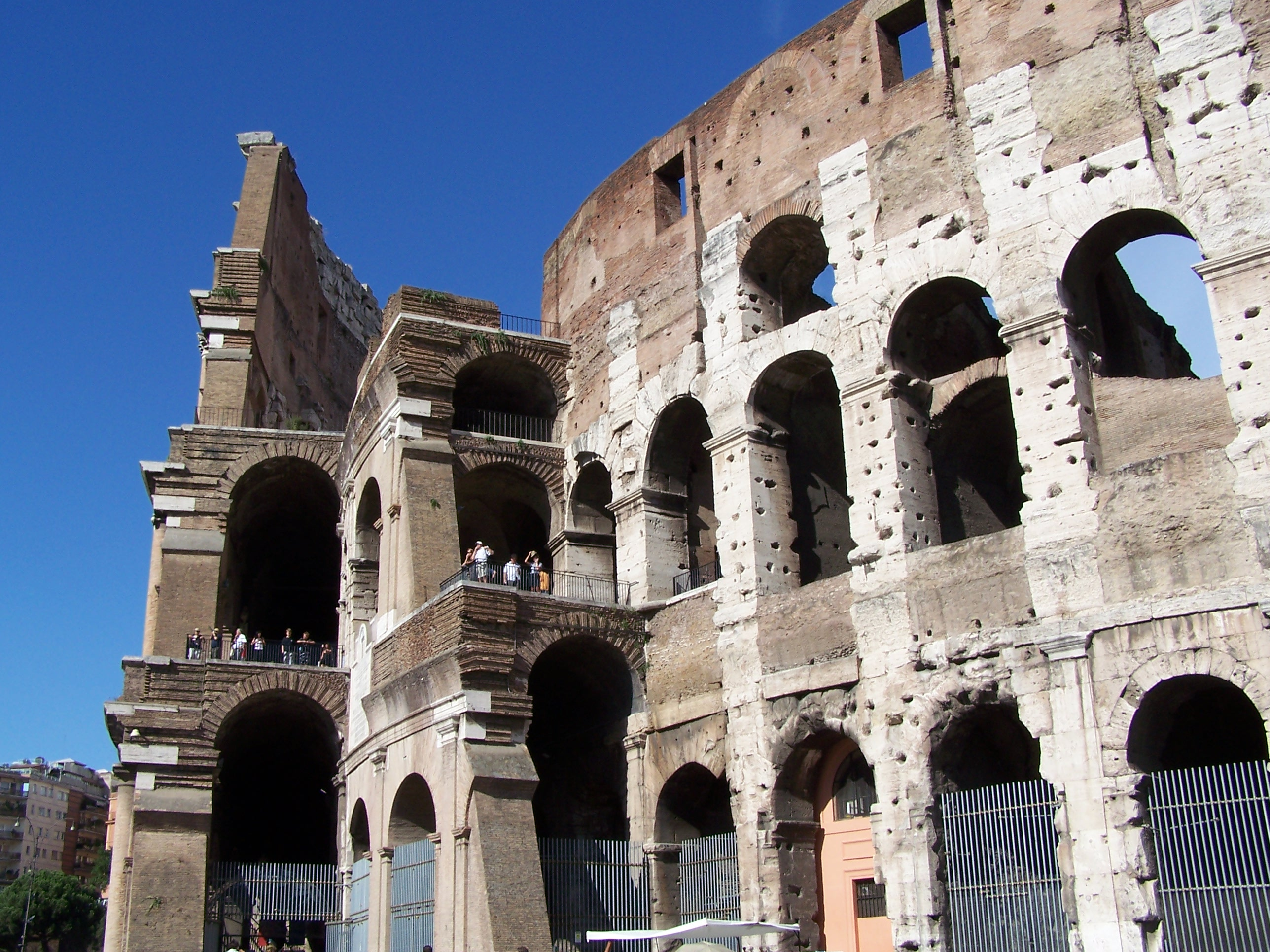
Południowa fasada Koloseum

Wnętrze Koloseum – podziemia areny

Koloseum (łac. Colosseum, wł. Colosseo), właściwie amfiteatr Flawiuszów (łac. Amphitheatrum Flavium) – amfiteatr w Rzymie, wzniesiony w latach 70–72 do 80 n.e. przez Wespazjana i Tytusa – cesarzy z dynastii Flawiuszów.

## Opis
Jest to duża, eliptyczna budowla o długości 188 m i szerokości 156 m, obwodzie 524 m, wysokości 48,5 m, z pojemną widownią, która mogła pomieścić od 45 do 50 tysięcy widzów; z galeriami komunikacyjnymi oraz areną z systemem podziemnych korytarzy. W czterokondygnacyjnym podziale zewnętrznym zastosowano spiętrzenie porządków (najniższa kondygnacja w porządku toskańskim, druga w jońskim, trzecia w korynckim). Trzy niższe kondygnacje związane są z konstrukcyjnym układem arkad, czwarta, najwyższa została zaopatrzona tylko w małe okna. Od strony wewnętrznej budowla jest pięciokondygnacyjna. Cztery kondygnacje zbudowano jako układ pomieszczeń wydzielonych pomiędzy filarami, ścianami, ze sklepieniami kolebkowymi i krzyżowymi. Umieszczono tam bufety, szatnie, natryski, pomieszczenia dla gladiatorów, klatki dla zwierząt, korytarze. Wokół areny wzniesione było podium. Do Koloseum prowadziło 80 ponumerowanych wejść (zachowały się oznaczenia wejść od nr XXIII do LIV), które zapewniały szybkie (przez ok. 6 minut) opuszczenie widowni przez widzów (jednak taką możliwość mieli tylko widzowie z dolnych i środkowych rzędów). Istniała też możliwość przykrycia całej widowni specjalną osłoną (velarium) w deszczowe lub bardzo słoneczne dni.

## Znaczenie
Odbywały się tam m.in. walki gladiatorów, naumachie, polowania na dzikie zwierzęta (venationes). Tradycja mówi, iż w Koloseum mordowano chrześcijan, co upamiętniono krzyżem wewnątrz budowli. Od połowy XVIII wieku Koloseum jest otoczone opieką jako miejsce męczeństwa pierwszych chrześcijan, wcześniej pozyskiwano z niego bloki kamienne jako materiał budowlany. Nazwa Koloseum została nadana od usytuowanego przed budowlą olbrzymiego (wys. 36 m) (gr. „kolossos”) posągu Nerona przedstawionego jako Apollo.

## W historii
23 sierpnia 217 r. zostało istotnie uszkodzone przez pożar wywołany uderzeniem pioruna. Pracę remontowe rozpoczęto za panowania Heliogabala, kontynuowano za panowania Aleksandra Sewera, ze środków pozyskanych z opodatkowania prostytucji.
W 445 zostało poważnie uszkodzone przez trzęsienie ziemi.
W 528 odbyły się tam ostatnie igrzyska.
Pod koniec VI wieku wewnątrz amfiteatru wybudowano mały kościół, arenę przekształcono w cmentarz.
Około 1200 rodzina Frangipani przejęła Koloseum i ufortyfikowała je, wykorzystując jako zamek.
W 1349 w wyniku trzęsienia ziemi zawaliła się zewnętrzna część południowej ściany.
W 1744 zostało ogłoszone miejscem męczeństwa chrześcijan; zaprzestano eksploatować go jako kamieniołom.
Od II połowy XVIII wieku w Wielki Piątek odbywa się tam droga krzyżowa pod przewodnictwem papieża.
7 lipca 2007 obiekt został ogłoszony jednym z siedmiu nowych cudów świata.

## Kontrowersje
- Naumachie mogły odbywać się w pierwszym okresie po wybudowaniu Koloseum. Uniemożliwiło je zabudowanie areny dwukondygnacyjnymi piwnicami za czasów Domicjana[5].

- Nie ma żadnych dowodów na to, jakoby w Koloseum miały odbywać się masowe mordy na chrześcijanach, gdyż informacje o tym pojawiają się dopiero od XVII wieku. Bezsprzecznym natomiast jest fakt, iż w czasie przerw pomiędzy walkami gladiatorów dokonywano egzekucji skazańców, nieraz w wymyślny i krwawy sposób. Natomiast jako miejsce egzekucji chrześcijan podaje się Cyrk Nerona, który położony był na Wzgórzu Watykańskim[6].

„Ci, którzy chronili się na rynki i place, w miejscu, gdzie później stanął amfiteatr Flawiański, koło świątyni Ziemi, koło portyku Liwii i wyżej koło świątyni Junony i Lucyny oraz między Clivus Vibrius a starą bramą Eskwilińską, otoczeni naokół morzem ognia, poginęli od żaru.”

„Zanim Flawiusze wznieśli Koloseum, amfiteatra w Rzymie budowano przeważnie z drzewa, toteż wszystkie niemal spłonęły w czasie pożaru. Nero jednak dla wyprawienia przyobiecanych igrzysk kazał wznieść kilka, a między nimi jeden olbrzymi, na który zaraz po ugaszeniu ognia poczęto sprowadzać morzem i Tybrem potężne pnie drzew, wyciętych na stokach Atlasu.

## Galeria

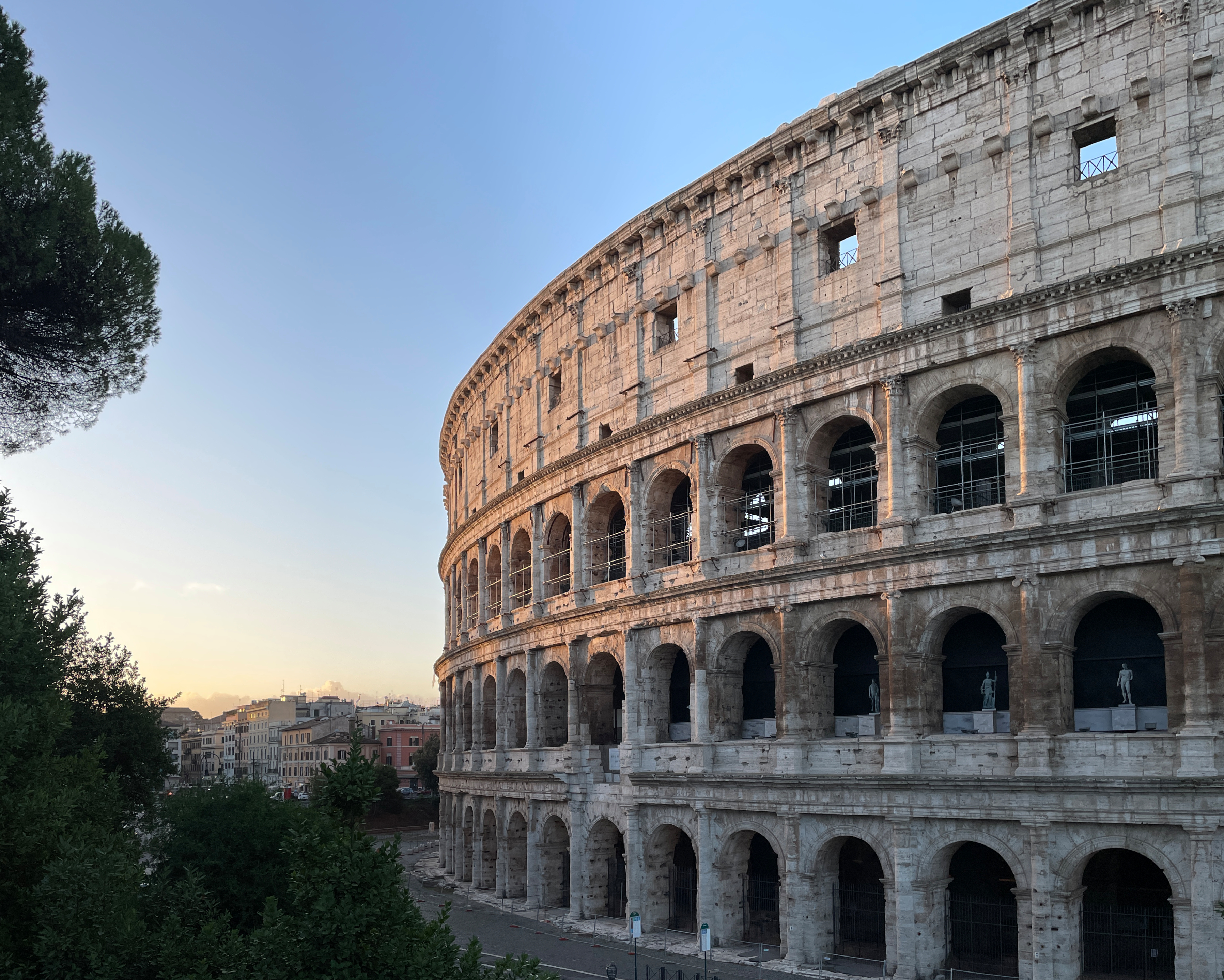
Fasada północna
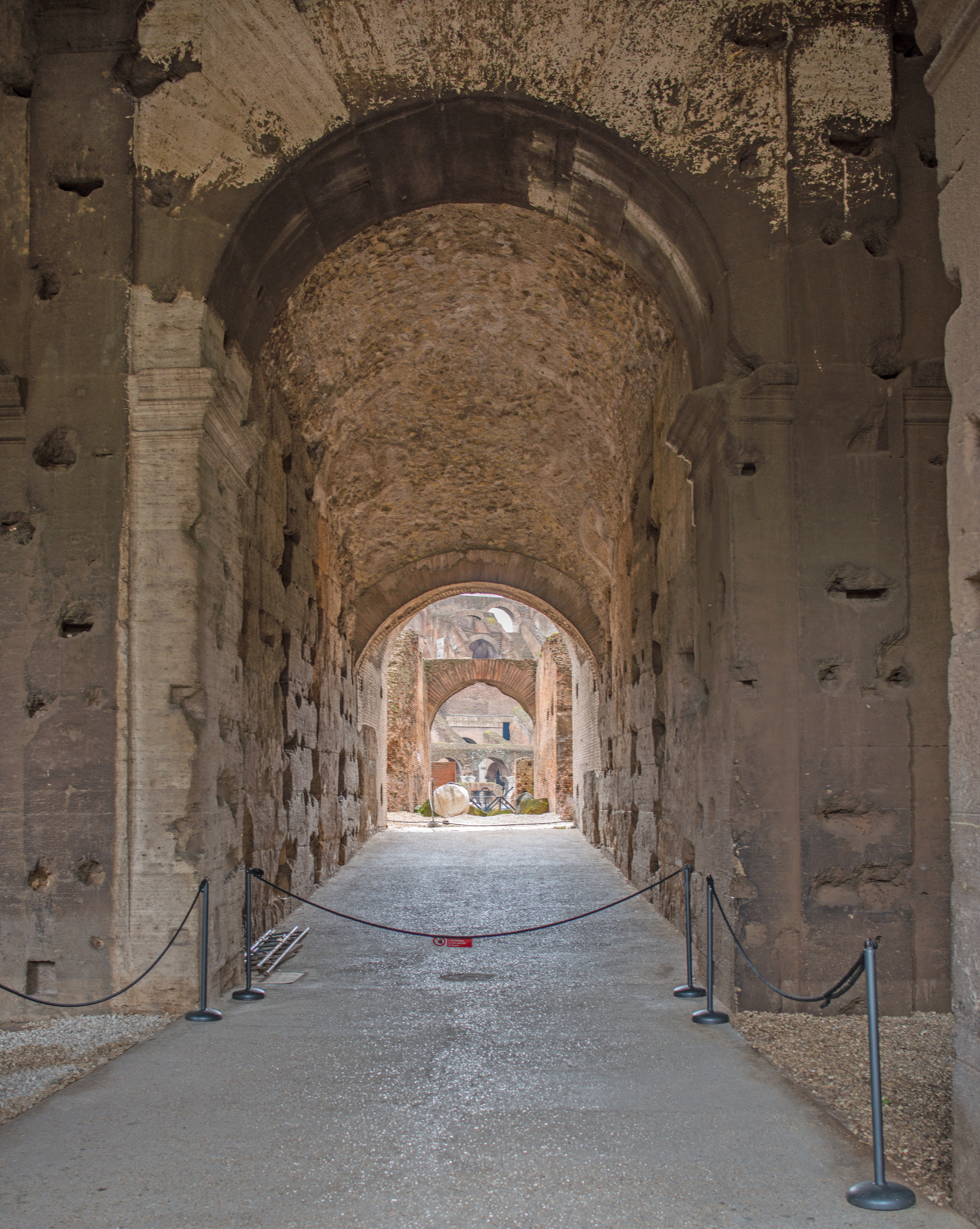
Górna galeria komunikacyjna
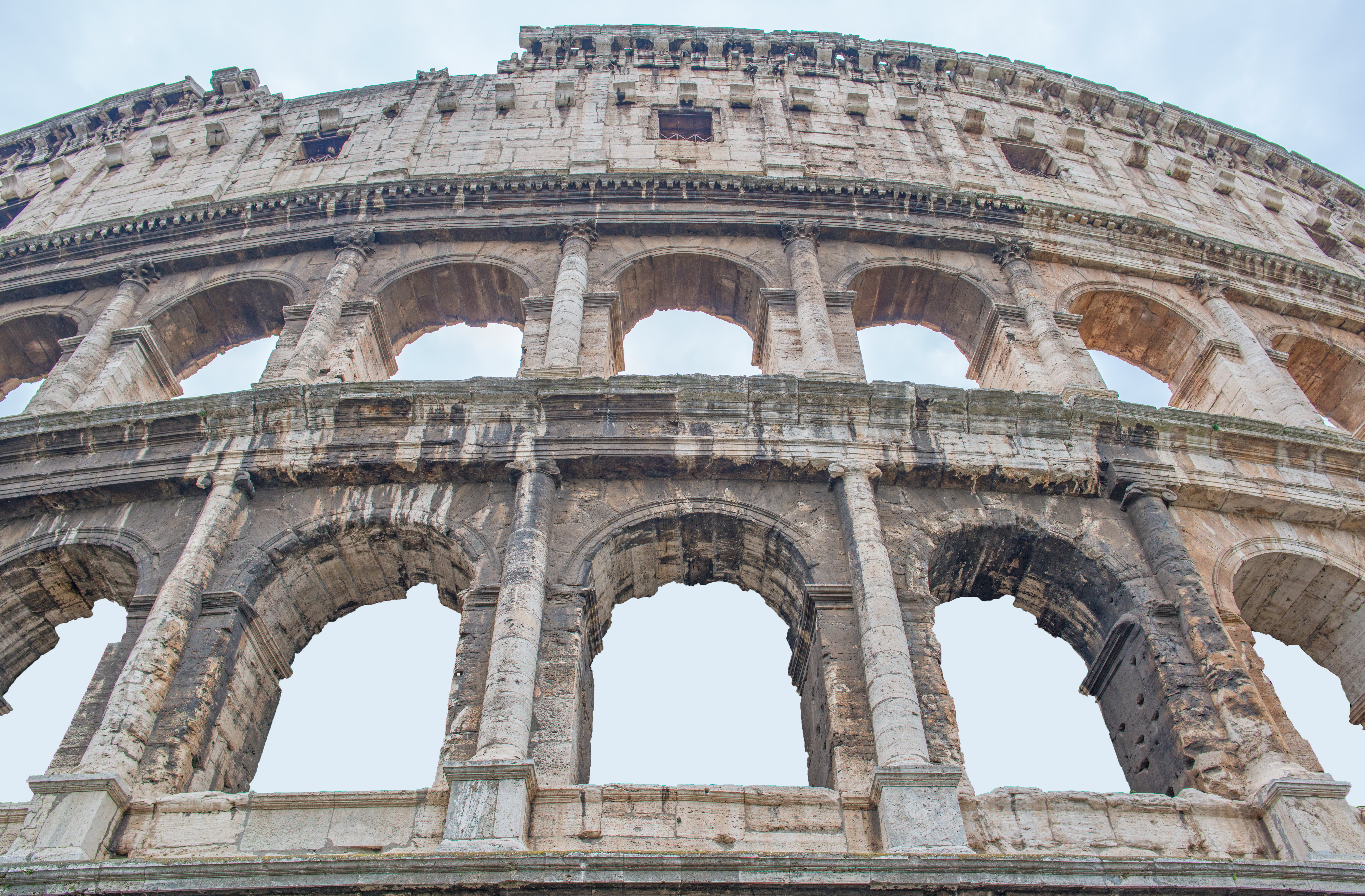
Arkady górnych kondygnacji
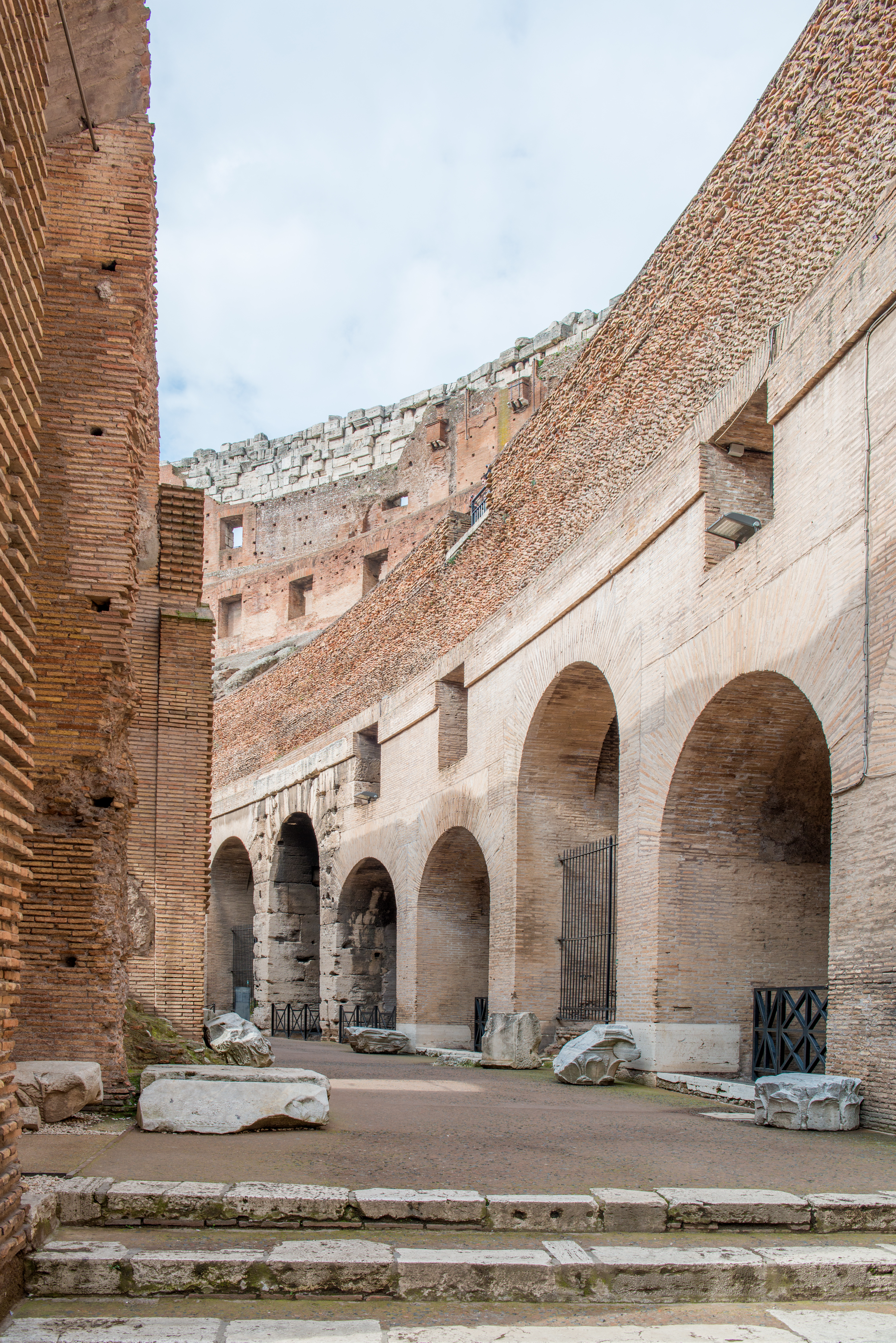
Korytarz parteru